# パンツ一丁

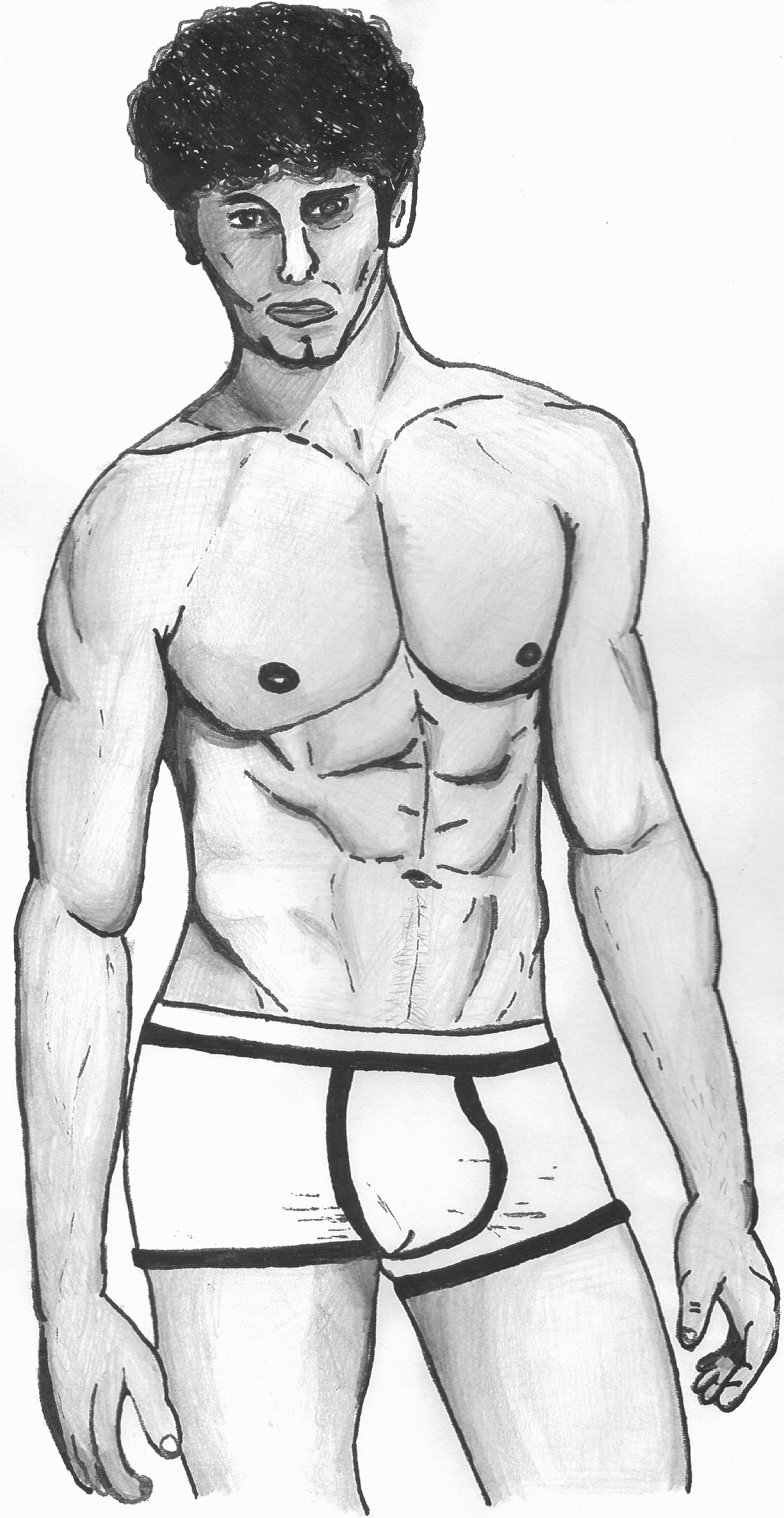
パンツ一丁の男性のイメージ画

パンツ一丁（パンツいっちょう）は、日本で一般に「パンツ」と総称される下着（ブリーフ、トランクス、ショーツ、パンティーなど）を履いただけで他の衣類を一切着用していない状態。パンイチと略される場合もある。上半身は裸であり、女性の場合トップレスという専用の名詞が付く。パンツ一丁になる行為は世界各地で見られ、賛否両論がある。

## 語源

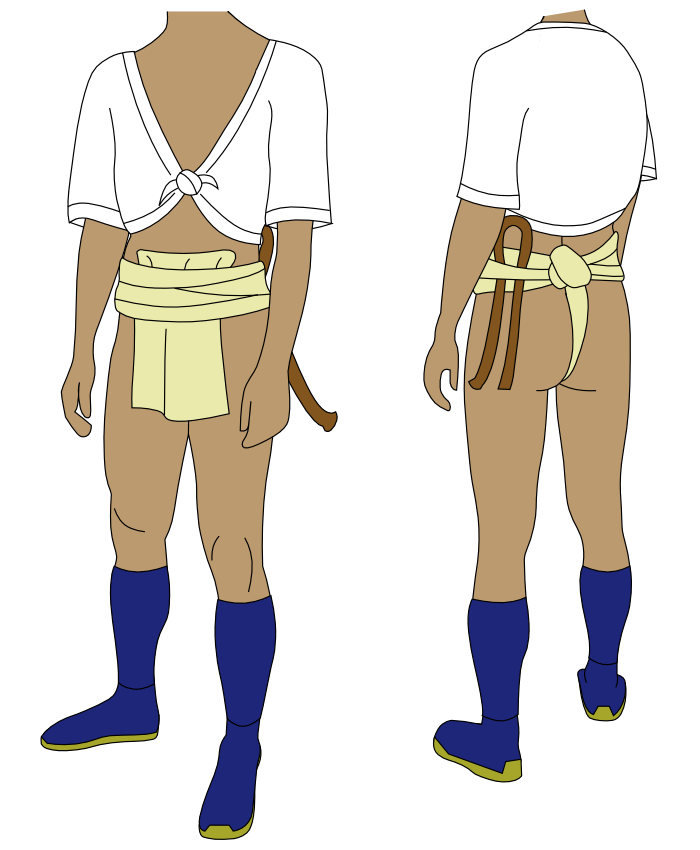
ふんどしを身に着けたイメージ図。後ろ姿が「丁」に見える。

「パンツ一丁」は第二次世界大戦以前に日本国内で普及していた伝統的な下着「ふんどし」を身に着けただけの状態を指す「ふんどし一丁（褌一丁）」の転化したものと考えられている。この一丁には後ろから見た姿が「丁」に見えたことに由来するという説がある。なお、一丁と呼ばれる状況はパンツやふんどしを身に着けている場合に限られ、身に着けていない状態のパンツやふんどしは一枚、二枚と数えられる。また、男性の水着姿をパンツ一丁と表現する例もある。

## パンツ一丁に対する刑罰
公然とパンツ一丁になると、国によっては公然わいせつ罪に問われる可能性がある。マレーシアでは2016年にパンツ一丁でモータースポーツのイベントを観戦していたオーストラリア人男性9人が逮捕された。逮捕後、警察当局は秩序を乱すことを意図した故意の侮辱と公然わいせつの容疑で彼らを取り調べていると報道した。イスラム圏の同国では「国に対する侮辱である」との声も上がっていた。また、イタリアでは、2008年にパンツ一丁で得点を喜んでいたサッカー選手がファンから提訴された。この選手は試合中にもパンツ一丁になったことでイエローカードを受けている。パンツ一丁に限らず、サッカーの試合中にユニフォームを脱ぐ行為は警告の対象となる。
日本で公然とパンツ一丁になった場合、軽犯罪法第1条第20号に定める「公衆の目に触れるような場所で公衆にけん悪の情を催させるような仕方でしり、ももその他身体の一部をみだりに露出」すること、または各地方公共団体の迷惑防止条例に定める「人に対し、公共の場所又は公共の乗物において、卑わいな言動をすること」に該当する行為を実行した疑いで逮捕される可能性がある。のみならず、「暑いから」と駅前広場でパンツ一丁類似行為を実行した自称40代の女性が、格段に法定刑の重い公然わいせつの現行犯で逮捕された事例もある。

## パンツ一丁の文化

### 世界のパンツ一丁の文化

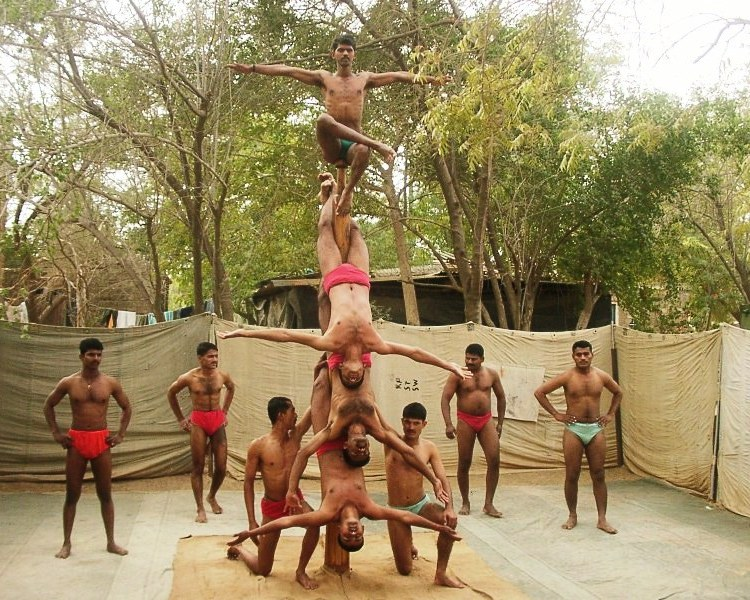
マラカンブをする男性チーム

フィンランドを発祥の地とするパンツ一丁で飲酒をする行為は「パンツドランク」と名付けられ、ハウツー本も出版されている。リラックスするにはパンツ一丁は最適な姿で、理解を深めた上級者であれば、パートナーや友人とのパンツドランクは互いの関係を深める助けになるという。フランスのブティックでパンツ一丁の男性をマネキン役として置いたところ、女性客から高い評価を得たというエピソードもある。
また、インドには、男性がパンツ一丁で木製の柱や木綿のロープを用いてアクロバティックな演技を行う伝統的な競技マラカンブがある。なお、女性が行う場合はパンツ一丁ではなく、レオタードを着用する。
なお、世界のいくつかの都市の地下鉄で「パンツを穿かずに地下鉄に乗ろうよ運動」というイベントが開催されることがあるが、この「パンツ」は英語圏における「パンツ」(pants) で、日本でのズボンのことであり、下半身にはズボンを着用せずに下着のみを着用する。ただし上半身には一般的な衣服を着用するためパンツ一丁にはならない。

#### 日本のパンツ一丁の文化

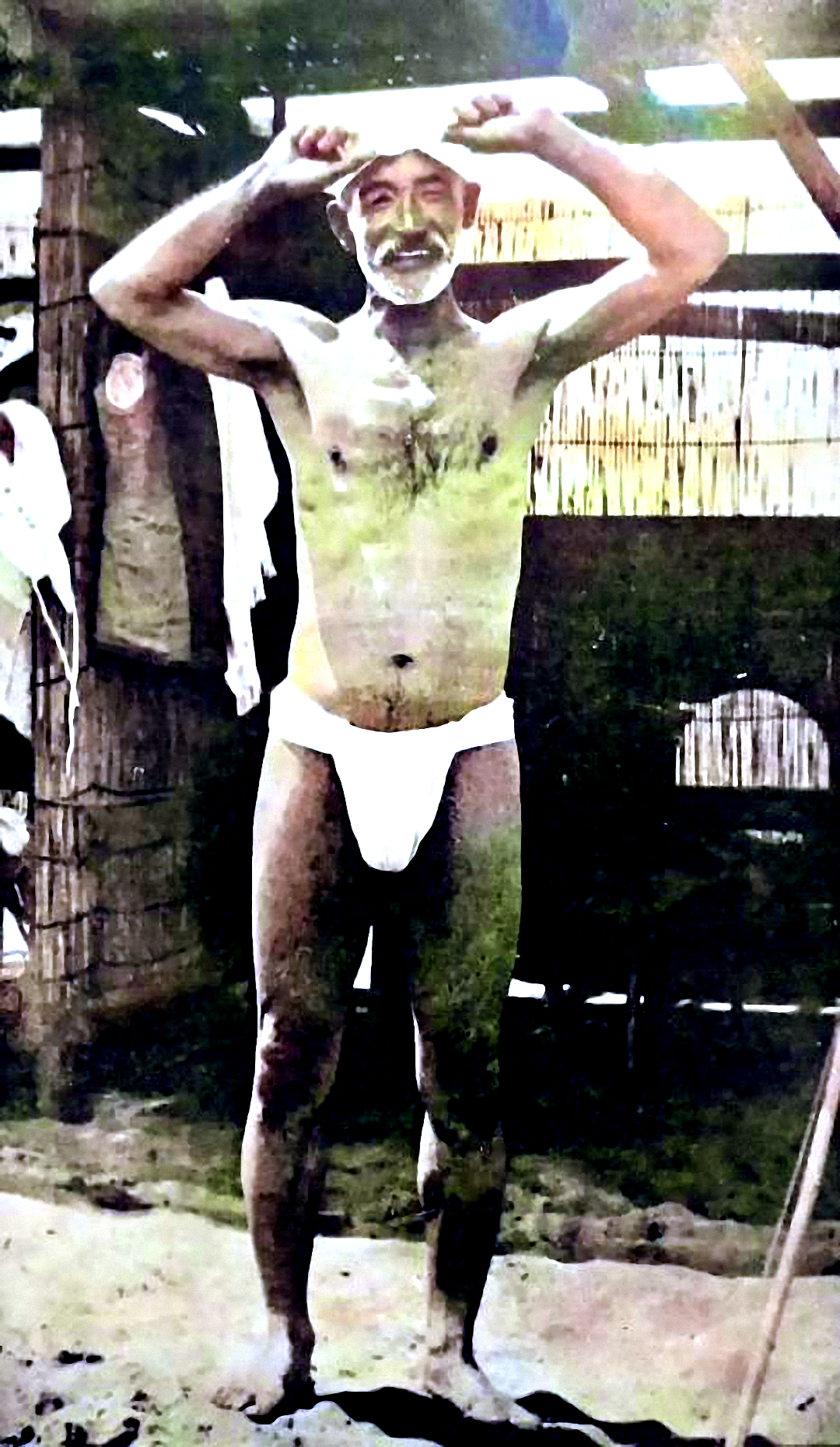
1909年、片瀬海岸で褌一丁になり学習院の生徒らに水泳を指導する乃木希典

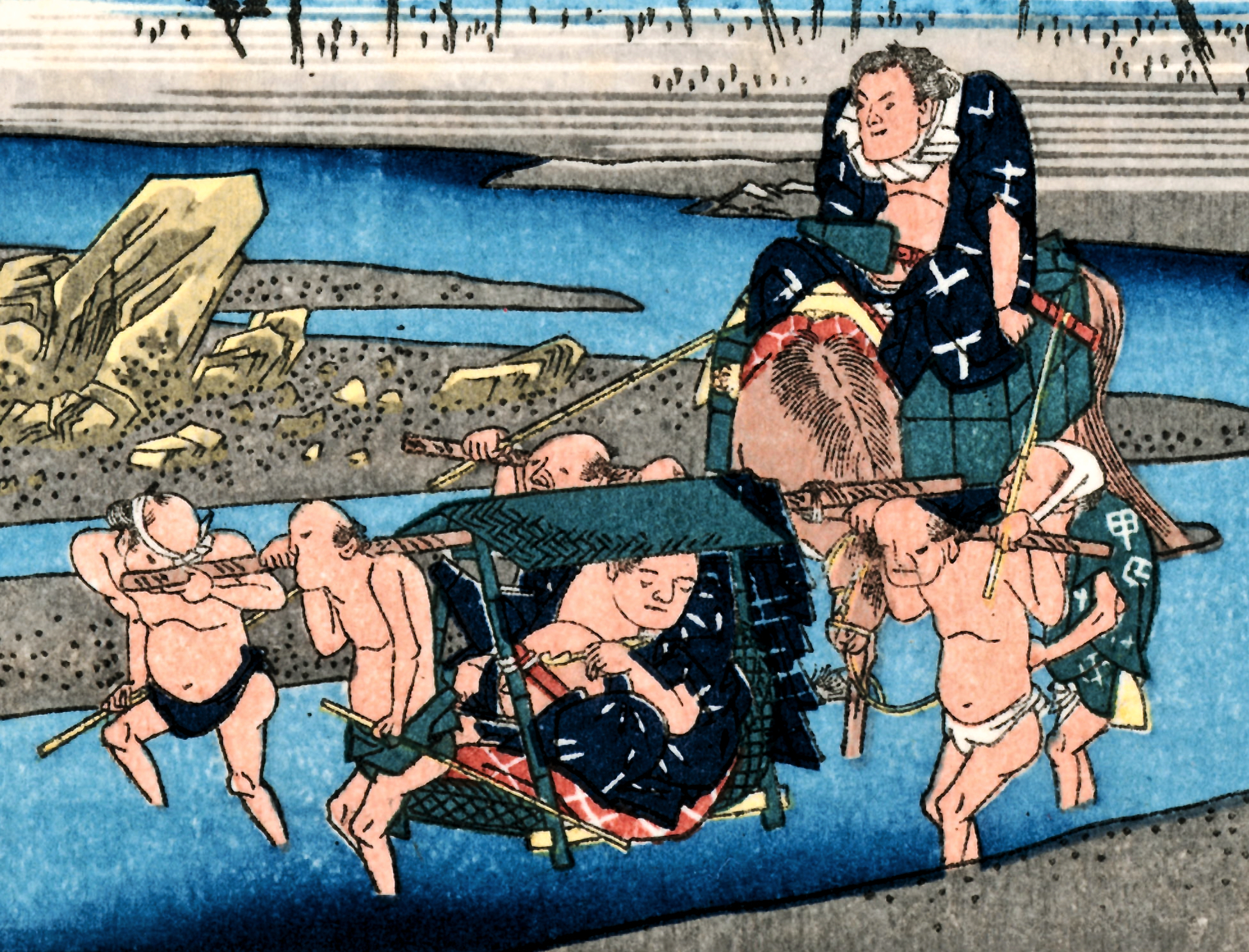
広重が描いた褌一丁の男ら

日本でも古来より「パンツ一丁」のプロトタイプである「ふんどし一丁」の文化が生活の中にも根付いていた。
江戸時代後期、文化文政時代の浮世絵師歌川広重の作品にもふんどし一丁で働く庶民らの姿が数多く描かれている。たとえば、力士の川渡りを主題とした『東海道五十三次』保永堂版「十七 奥津 興津川」では三保の松原を背景に駕籠を担いで興津川を渡るふんどし一丁の駕籠舁らの姿が美しく描き出されており、『江戸名所道化尽』中「十九 大橋の三ツ股」にはふんどし一丁で橋から落ち、スイカを積んだ小舟に激突する男の姿がユーモラスに描かれている。
しかし、明治維新を迎えると全国で次々に制定された違式詿違条例によって半裸体になることやふんどし一丁になることは禁止され、違反者には刑罰が科されることになった。こうしたふんどし一丁などの禁止について歴史学者の今西一は、明治維新により日本人が意識するに至った西欧の視線による「裸体」の解体であるとする。
それでも、明治時代末にはふんどし一丁で笑顔を見せる乃木希典の姿が写真に収められている。これは当時、学習院の院長を務めていた乃木が片瀬海岸の学習院遊泳訓練場で自らふんどし一丁になって生徒らに水泳を指導する姿を撮影したものである。また、日本体育大学には男子学生が上半身裸、裸足、ショートパンツ一丁で行う「エッサッサ」という大正時代から続く応援スタイルがある。平成時代に至っても、パンツ一丁のお笑い芸人が多数存在する。代表的なパンツ一丁芸人であるハリウッドザコシショウによれば、モノマネをやるにあたって一番動きやすい格好はパンツ一丁であるという。

### 地域によるパンツ一丁の受容の差異
洋の東西を問わない普遍性を持つパンツ一丁だが、その受け止め方は場所や状況により異なる。喜劇俳優イッセー尾形は著書の中で、日本国・外でのパンツ一丁に対する受容の差異に言及している。笑いを意図しない場面でパンツ一丁になった場合、日本では起こる笑いが海外では起きないのだという。罰則の様な形でパンツ一丁を強制した中国の企業や、パンツ一丁の男性をモチーフにしたアート作品を展示したアメリカの美術館に批判が集まったこともある。

### 文学におけるパンツ一丁
2017年に、苅田澄子とやぎたみこによる『パンツいっちょうめ』が出版された。内容は、パンツ一丁の男の子が、ひょんなことからあらゆる動物や物がパンツ一丁で暮らす「パンツ一丁目」に迷い込んでしまうというものである。